# Carterville (Illinois)
Carterville é uma cidade localizada no estado americano de Illinois, no Condado de Williamson.

## Demografia
Segundo o censo estadunidense de 2000, a sua população era de 4616 habitantes.
Em 2006, foi estimada uma população de 5190, um aumento de 574 (12.4%).

## Geografia
De acordo com o United States Census Bureau tem uma área de
11,3 km², dos quais 11,3 km² cobertos por terra e 0,0 km² cobertos por água.

## Localidades na vizinhança
O diagrama seguinte representa as localidades num raio de 12 km ao redor de Carterville.